# Brownville (New York)
Pour les articles homonymes, voir Brownville.
Ne doit pas être confondu avec Brownville (village, New York).
Brownville est une ville située dans le comté de Jefferson, dans l'État de New York, aux États-Unis,. En 2010, elle comptait une population de 6 263 habitants.

## Démographie
Lors du recensement de 2010, la ville comptait une population de 6 263 habitants. Elle est estimée, en 2016, à 6 214 habitants.